# Kaasmarkunmäki
Kaasmarkunmäki este o arie protejată (arie specială de conservare — SAC, sit de importanță comunitară — SCI) din Finlanda întinsă pe o suprafață de 14 ha, integral pe uscat.

## Localizare
Centrul sitului Kaasmarkunmäki este situat la coordonatele 61°28′18″N 22°01′13″E / 61.4717°N 22.0203°E.

## Înființare
Situl Kaasmarkunmäki a fost declarat sit de importanță comunitară în august 1998 pentru a proteja 1 specie de animale. Situl a fost protejat și ca arie specială de conservare în aprilie 2015.

## Biodiversitate
Situată în ecoregiunea boreală, aria protejată conține 1 habitat natural: Taiga vestică.
La baza desemnării sitului se află o specie protejată de  mamifere: veveriță zburătoare siberiană (Pteromys volans).